# Буль-Кайпаново
Буль-Кайпаново (баш. Бүл-Ҡайпан) — село в Татышлинском районе Республики Башкортостан Российской Федерации. Административный центр Буль-Кайпановского сельсовета.

## География

### Географическое положение
Расстояние до:
- районного центра (Верхние Татышлы): 7 км,
- ближайшей ж/д станции (Куеда): 18 км.

## Население
| 2002 | 2009 | 2010 |
| ---- | ---- | ---- |
| 707  | ↗737 | ↘682 |

Национальный состав
Согласно переписи 2002 года, преобладающая национальность — башкиры (94 %).

## Религия
В селе есть мечеть Суфиян.